# Oxyepoecus mandibularis
Oxyepoecus mandibularis är en myrart som först beskrevs av Carlo Emery 1913.  Oxyepoecus mandibularis ingår i släktet Oxyepoecus och familjen myror. Inga underarter finns listade i Catalogue of Life.